# Hiroko Takenishi
Hiroko Takenishi (en japonés: 竹西 寛子, Hiroshima, 11 de abril de 1929) escritora japonesa miembro de la Academia Japonesa de las Artes.
Nacida en una familia de cerveceros, su infancia estuvo marcada por la Segunda Guerra Mundial. En su obra, habla de los bombardeos atómicos sobre Hiroshima y Nagasaki y sus consecuencias.
Estudió literatura japonesa en la Universidad de Waseda.

## Premios
- 1964 Premio Toshiko Tamura: Ōkan no ki - Nihon no koten ni omou (往還の記 - 日本の古典に思う)
- 1973 Premio Taiko Hirabayashi:  Shikishi-naishinnō, Eifuku-mon’in (式子内親王・永福門院)
- 1978 Chūōkōron-Shinsha :Kangensai (管絃祭)
- 1981 Premio Kawabata : Heitai yado (兵隊宿)
- 1986 Premio Mainichi de la culture : Yamagawa Tomiko (山川登美子)
- 2003 Premio Noma : Zōtō no Uta (贈答のうた)

## Obra seleccionada
- 1964 Ōkan no ki - Nihon no koten ni omou (往還の記 - 日本の古典に思う)
- 1967 Genji Monogatari-ron (源氏物語論)
- 1969 Gishiki (儀式)
- 1970 Hito to kiseki: 9-nin no josei ni toku (人と軌跡 9人の女性に聴く)
- 1974 Mono ni oeru nichi (ものに逢える日)
- 1975 Koten nikki (古典日記)
- 1975 Tsuru (鶴)
- 1976 Gendai no bunshō (現代の文章)
- 1978 Kangensai (管絃祭)
- 1980 Aisuru to iu kotoba (愛するという言葉)
- 1981 Kogo ni kiku (古語に聞く)
- 1982 Heitai yado (兵隊宿)
- 1982 Watashi no heian bungaku (私の平安文学)
- 1988 Haiku ni yomareta hana (俳句によまれた花)
- 1989 Nihon no joka (日本の女歌)
- 2003  Zōtō no Uta (贈答のうた)